# Lekbroder
En lekbroder eller -syster (av grekiskans laikos "som tillhör folket") är en kristen beteckning på de, som skötte det praktiska arbetet i klostren såsom reparationer, luka (rensa ogräs) i rabatterna med mera. Liksom lekman i detta sammanhang avser det personer, som inte har del i det kyrkliga ämbetet eller tillhör ett kloster eller en kyrklig orden. 
Orden kan även användas inom andra religiösa traditioner för att beteckna dem, som inte är officiella företrädare för religionen. Beteckningen lekman används dock numera oftast i överförd bemärkelse i helt andra sammanhang.